# Perceneige
Perceneige és un municipi francès, situat al departament del Yonne i a la regió de Borgonya - Franc Comtat. L'any 2007 tenia 863 habitants.

## Demografia

### Població
El 2007 la població de fet de Perceneige era de 863 persones. Hi havia 370 famílies, de les quals 100 eren unipersonals (52 homes vivint sols i 48 dones vivint soles), 151 parelles sense fills, 115 parelles amb fills i 4 famílies monoparentals amb fills.
La població ha evolucionat segons el següent gràfic:
Habitants censats

### Habitatges
El 2007 hi havia 525 habitatges, 372 eren l'habitatge principal de la família, 112 eren segones residències i 41 estaven desocupats. 515 eren cases i 8 eren apartaments. Dels 372 habitatges principals, 321 estaven ocupats pels seus propietaris, 38 estaven llogats i ocupats pels llogaters i 13 estaven cedits a títol gratuït; 2 tenien una cambra, 24 en tenien dues, 77 en tenien tres, 103 en tenien quatre i 166 en tenien cinc o més. 269 habitatges disposaven pel capbaix d'una plaça de pàrquing. A 163 habitatges hi havia un automòbil i a 176 n'hi havia dos o més.

### Piràmide de població
La piràmide de població per edats i sexe el 2009 era:
| Homes | Edats   | Dones |
| ----- | ------- | ----- |
| 0     | 95 o +  | 4     |
| 8     | 90 a 94 | 4     |
| 4     | 85 a 89 | 8     |
| 12    | 80 a 84 | 4     |
| 32    | 75 a 79 | 24    |
| 28    | 70 a 74 | 20    |
| 28    | 65 a 69 | 20    |
| 20    | 60 a 64 | 24    |
| 20    | 55 a 59 | 24    |
| 32    | 50 a 54 | 20    |
| 28    | 45 a 49 | 44    |
| 36    | 40 a 44 | 20    |
| 44    | 35 a 39 | 32    |
| 28    | 30 a 34 | 24    |
| 28    | 25 a 29 | 24    |
| 28    | 20 a 24 | 8     |
| 40    | 15 a 19 | 20    |
| 32    | 10 a 14 | 36    |
| 16    | 5 a 9   | 20    |
| 28    | 0 a 4   | 12    |

## Economia
El 2007 la població en edat de treballar era de 544 persones, 401 eren actives i 143 eren inactives. De les 401 persones actives 354 estaven ocupades (201 homes i 153 dones) i 47 estaven aturades (16 homes i 31 dones). De les 143 persones inactives 50 estaven jubilades, 48 estaven estudiant i 45 estaven classificades com a «altres inactius».

### Ingressos
El 2009 a Perceneige hi havia 396 unitats fiscals que integraven 932,5 persones, la mediana anual d'ingressos fiscals per persona era de 18.998 €.

### Activitats econòmiques
Dels 34 establiments que hi havia el 2007, 1 era d'una empresa de fabricació d'altres productes industrials, 7 d'empreses de construcció, 10 d'empreses de comerç i reparació d'automòbils, 2 d'empreses de transport, 1 d'una empresa d'hostatgeria i restauració, 1 d'una empresa d'informació i comunicació, 1 d'una empresa financera, 5 d'empreses de serveis, 5 d'entitats de l'administració pública i 1 d'una empresa classificada com a «altres activitats de serveis».
Dels 7 establiments de servei als particulars que hi havia el 2009, 2 eren paletes, 1 guixaire pintor, 1 fusteria, 2 lampisteries i 1 perruqueria.
L'únic establiment comercial que hi havia el 2009 era una botiga de material esportiu.
L'any 2000 a Perceneige hi havia 49 explotacions agrícoles que ocupaven un total de 4.608 hectàrees.

## Equipaments sanitaris i escolars
El 2009 hi havia una escola elemental.

## Poblacions més properes
El següent diagrama mostra les poblacions més properes.